# NinjaBee
NinjaBee is een Amerikaans computerspelontwikkelaar gevestigd in Orem, Utah. NinjaBee is een divisie van Wahoo Studios.

## Games
| Release | Titel                  | Platform          |
| ------- | ---------------------- | ----------------- |
| 2004    | Void War               | Windows           |
| 2004    | Outpost Kaloki         | Windows, Xbox 360 |
| 2006    | Cloning Clyde          | Windows, Xbox 360 |
| 2007    | Band of Bugs           | Windows, Xbox 360 |
| 2008    | A Kingdom for Keflings | Windows, Xbox 360 |
| 2008    | Boingz                 | Wii               |
| 2008    | Dash of Destruction    | Xbox 360          |
| 2010    | Ancients of Ooga       | Windows, Xbox 360 |
| 2010    | A World of Keflings    | Xbox 360          |
| 2011    | Akimi Village          | PlayStation 3     |
| 2013    | Nutjitsu               | Windows, Xbox One |